# Stadtwerke Osnabrück

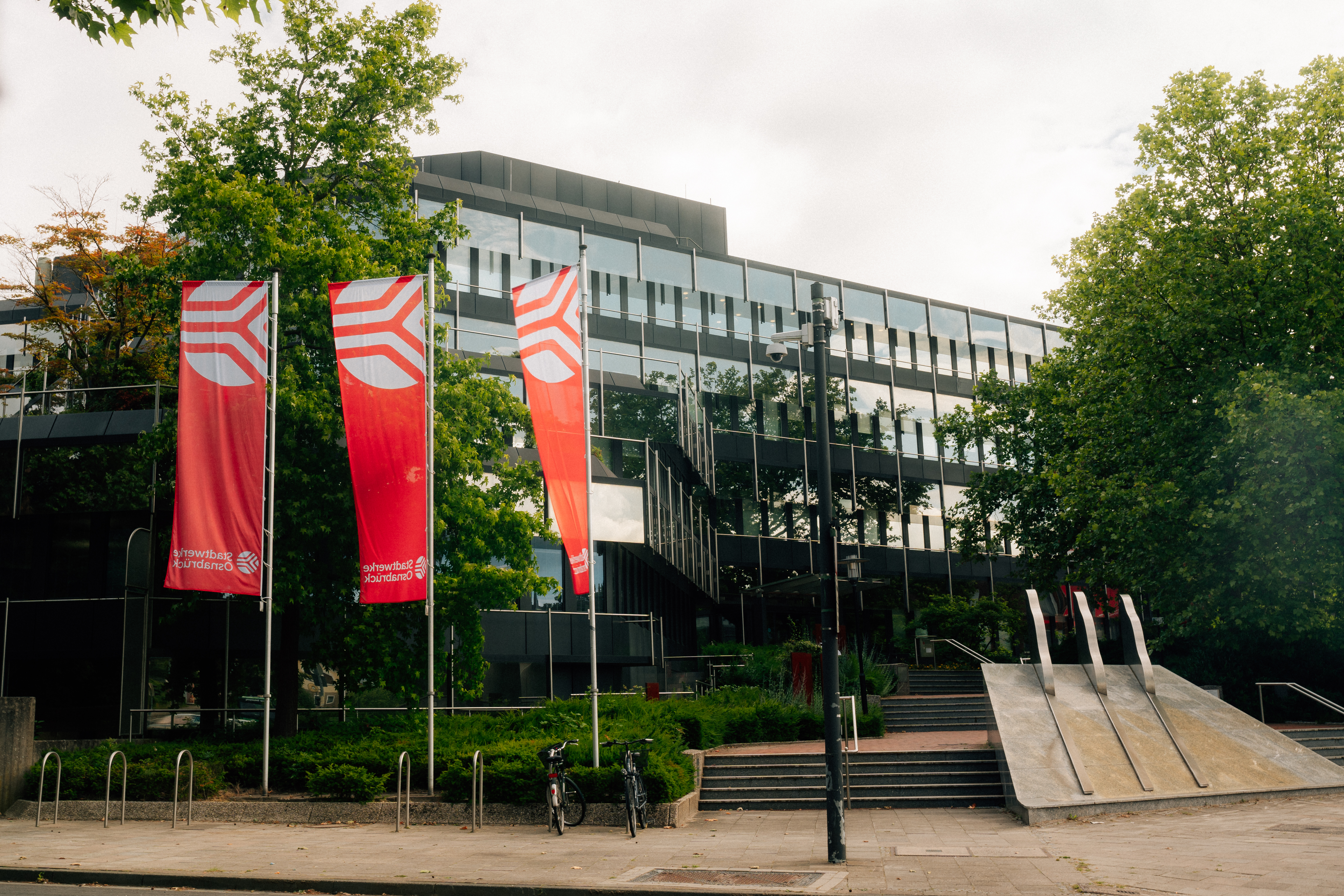
Geschäftssitz der Osnabrücker Stadtwerke

Die Stadtwerke Osnabrück AG sind seit 1858 für die Versorgung der Stadt Osnabrück zuständig. Neben Gas-, Wasser- und Elektrizitätsversorgung führen sie auch öffentlichen Personennahverkehr in der Stadt durch und betreiben den Hafen sowie mehrere Schwimmbäder. Über die Wohnen in Osnabrück GmbH (WiO) betreiben sie seit 2020 auch lokal Wohnungsbau und -vermietung.
Das Unternehmen ist seit 1964 eine Aktiengesellschaft, sämtliche Anteile befinden sich aber im Eigentum der Stadt Osnabrück.

## Geschichte

### Gründung des Gas- und Wasserwerk 1858 bis 1899
Im Jahr 1858 wurde in Osnabrück das erste städtische Gaswerk gegründet, um Haushalte und Straßenbeleuchtung mit Stadtgas zu versorgen. Nach zwei Cholera-Epidemien in Osnabrück wurden Ende des 19. Jahrhunderts neue Maßnahmen zur Hygienesicherung des Trinkwassers nötig, und 1890 auch die Wasserversorgung durch die Stadt übernommen. Am 17. Dezember 1890 wurde so das Gas- und Wasserwerk der Stadt Osnabrück gegründet und ein Jahr später das erste städtische Wasserwerk im Schinkel in Betrieb genommen. Der steigende Bedarf machte in den folgenden Jahrzehnten mehrfach eine Verbesserung der Wasserversorgung nötig; das 1908 eröffnete Wasserwerk Düstrup ist heute noch in Betrieb.
Bereits 1882 begannen Planungen, in Osnabrück einen Hafen für die angesiedelte Industrie zu bauen. Da jedoch als Wasserweg nur die Hase zur Verfügung stand, die keine größeren Schiffe aufnehmen konnte, ließ man diese Planung zunächst wieder fallen. Etwa 25 Jahre später wurde dann der Mittellandkanal gebaut, der allerdings etwa 15 Kilometer an Osnabrück vorbei verlief. Eine Anbindung an das Wasserstraßennetz war jedoch damit endlich in greifbare Nähe gerückt und ab 1910 wurde der Stichkanal Osnabrück gebaut, der die Stadt mit dem Mittellandkanal verbinden sollte.

### Elektrizitätswerk und Hafenbetrieb 1900 bis 1935
Im Jahr 1900 wurde in Osnabrück auch ein Elektrizitätswerk gebaut, dieses wurde jedoch zunächst noch von der AEG betrieben und erst nach fünf Jahren von der Stadt übernommen und in die Stadtwerke eingebracht. Schon 1911 wurde allerdings mit einer Fremdfirma über die Lieferung von elektrischem Strom verhandelt und wenige Jahre nach dem Ersten Weltkrieg wurde die eigene Stromerzeugung im Jahre 1921 zunächst wieder beendet.
Im Jahr 1913 wurden dann die ersten Verträge zum Betrieb des Hafens unterzeichnet. Ebenfalls im Jahr 1913 begann die Stadt mit dem Bau der Hafenbahn am Stichkanal Osnabrück und im Sommer 1914 fand auf den bis dahin fertiggestellten Abschnitten im dortigen Hafen ein erster Fahrbetrieb statt. Die Abnahme der Gleisanlagen erfolgte am 4. Mai 1915, als Tag der offiziellen Inbetriebnahme der Hafenbahn gilt der 1. November 1915. Am 3. April 1916 lief das erste Schiff in den Hafen ein und am 19. April 1916 wurde ein verlängertes Hafengleis zum Anschluss der Papierfabrik Kämmerer abgenommen. Von da an wurde der Hafen immer weiter ausgebaut, 1960 war schließlich das etwa 30 ha große Gelände komplett verpachtet.
In den folgenden Jahren wurde das Leitungsnetz weiter ausgedehnt, ab 1930 wurde ein erneuter Versuch gestartet, die Elektrizitätsversorgung in Eigenregie zu übernehmen, dieser wurde jedoch nach fünf Jahren gestoppt, als die Elektrizitätsversorgung per Gesetz unter Aufsicht der Reichsregierung gestellt wurden.

### Zweiter Weltkrieg und Wiederaufbau
Während des Zweiten Weltkriegs wurde durch die Luftangriffe auf Osnabrück auch das Leitungsnetz der Stadtwerke schwer in Mitleidenschaft gezogen und das Gaswerk völlig zerstört. Im Jahr 1960 stellten die Stadtwerke Osnabrück den Betrieb der elektrischen Straßenbahn ein, womit Osnabrück zunehmend zu einer Autostadt wurde.
In den Jahren des Wiederaufbaus nahm langsam die Bedeutung der Elektrizität gegenüber dem Stadtgas zu, im Jahr 1961 wurde schließlich die eigene Gasproduktion eingestellt. Das benötigte Gas wurde ab diesem Zeitpunkt wie auch der Strom von der RWE bezogen.
1964 wurde das Unternehmen zu einer Aktiengesellschaft, die Stadt Osnabrück blieb jedoch der Eigentümer.
Von 1967 bis 1969 wurde die Straßenbeleuchtung auf elektrischen Strom umgestellt, seitdem wird Erdgas fast ausschließlich zum Heizen genutzt.

### Einstieg in die erneuerbaren Energien ab 1990

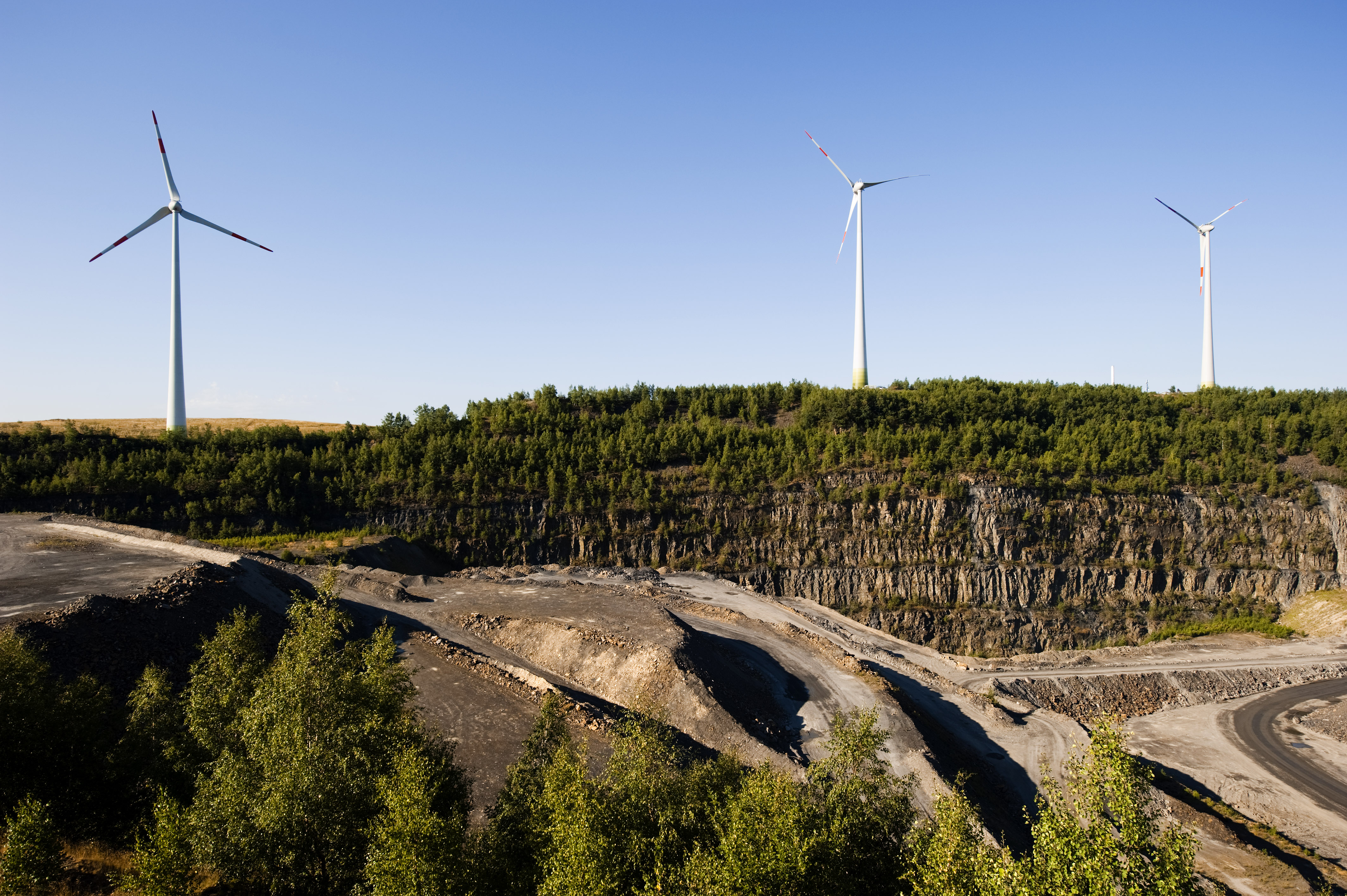
Windkraftanlagen am Piesberg

1990 wurde mit dem Windpark Piesberg einer der ersten Windkraftstandorte im deutschen Binnenland eröffnet. 1993 wurde ein erstes Blockheizkraftwerk in Betrieb genommen, mit dem die Stadtverwaltung, zwei Schulen und ein Schwimmbad mit Wärme versorgt wurden. In den folgenden Jahren investierten die Stadtwerke Osnabrück in die Stromerzeugung durch regenerative Energien. 1996 wurde die erste Solarthermie-Anlage in Betrieb genommen. Weiterhin erfolgte 2011 die Gründung des Kompetenzzentrums Energie zusammen mit der Hochschule Osnabrück.
Seit 2019 sind die Stadtwerke Osnabrück auch vermehrt im Immobilienbereich tätig und 2020 begann das erste kommunale Wohnungsbauprojekt.

## Geschäftsfelder und Tochterunternehmen

### Energie und Wasser
Die Stadtwerke versorgen über ein 3000 km langes Netz über 36.000 Anschlüsse mit elektrischem Strom. Der Stromabsatz lag 2022 bei 923,3 Millionen kWh. Über 33.000 Kunden beziehen insgesamt 11 Millionen m³ Trinkwasser pro Jahr von den Stadtwerken; Gas wird an 29.000 Anschlüsse geliefert. Der Gasabsatz lag 2022 bei 3.015,2 Millionen kWh. Außerdem besteht auch eine Wärmedirektversorgung, hier werden über 13 km Leitungen Anschlüsse mit über 50 Gigawattstunden pro Jahr versorgt.

#### SWO Netz GmbH
Die SWO Netz GmbH wurde zum 1. Januar 2013 als hundertprozentige Tochterunternehmen aus der Stadtwerke Osnabrück AG ausgegliedert. Sie ist eine Netzbetriebsgesellschaft, welche die Leitungsnetze und Anlagen für Elektrizität, Gas, Wasser, Beleuchtung, Telekommunikation, Nahwärme und Entwässerung der Stadtwerke unterhält und betreibt. Geschäftsführer der SWO Netz GmbH ist Tino Schmelzle.

### Immobilien und Wohnen
Die Stadtwerke Osnabrück sind mit ihren Tochterunternehmen in der Grundstückserschließung und -entwicklung sowie dem Wohnungsbau und der Wohnungsvermietung tätig.

#### Energieservice Osnabrück GmbH (ESOS)
Die Energieservice Osnabrück GmbH (ESOS) ist eine hundertprozentige Tochter der Stadtwerke Osnabrück und ist tätig im Bereich Grundstückserschließung und ‑entwicklung. Durch sie wurde beispielsweise eine ehemalige Kasernenfläche in Gewerbe- und Wohnflächen umgewandelt.

#### Wohnen in Osnabrück GmbH
Die Wohnen in Osnabrück GmbH (WiO) wurde im Juli 2020 als kommunale Wohnungsgesellschaft unter dem Dach der Stadtwerke gegründet, nachdem der Stadt dazu 2019 durch einen Bürgerentscheid der Auftrag erteilt worden war. Ziel der Gesellschaft ist es, Wohnungen zu bauen und unter Berücksichtigung der Einkommenshöhe zu vermieten, um dadurch den Osnabrücker Wohnungsmarkt zu entlasten.
Die ersten 21 sozialgebundenen Wohnungen in zwei Neubauten an der Kokschen Straße im Stadtteil Wüste waren im Juni 2021 bezugsfertig. Der Bau der Gebäude erfolgte durch die Stadt Osnabrück und war schon vor der Gründung der neuen Gesellschaft geplant gewesen. Mit Stand Juli 2021 befanden sich laut Angaben der WiO mehr als 400 neue Wohnungen im konkreten Planungsstadium.

### Mobilität
Große Teile des Stadtbusnetzes in Osnabrück werden durch die Stadtwerke betrieben. Sie verfügen über 34 Linien und 149 Omnibusse, davon 62 Elektrobusse. 2023 lag die Anzahl der Fahrgäste über 30 Millionen. Mit mehreren Busunternehmen aus dem Landkreis Osnabrück haben sich die Stadtwerke zu einer Verkehrsgemeinschaft zusammengeschlossen, der Verkehrsgemeinschaft Osnabrück (VOS). Über Tochtergesellschaften leisten die Stadtwerke Osnabrück außerdem Parkraumbewirtschaftung und bieten Carsharing an.

#### SWO Mobil GmbH
Seit dem 1. Juli 2024 betreibt die SWO Mobil GmbH im Auftrag der Stadt Osnabrück den Busverkehr im Stadtgebiet.

#### Stadtteilauto OS GmbH
Die Stadtteilauto OS GmbH, an der die Stadtwerke Osnabrück mit 75 Prozent beteiligt sind, betreibt ein lokales Carsharing-Angebot in Osnabrück. Dieses ist eine Kombination aus stationärem und „free-floating“-Carsharing.

#### Osnabrücker Parkstätten-Betriebsgesellschaft mbH
Die Osnabrücker Parkstätten-Betriebsgesellschaft (OPG) ist zu 94 Prozent in der Hand der Stadtwerke (die restlichen 6 Prozent werden direkt von der Stadt Osnabrück gehalten) und betreibt Parkplätze und Parkhäuser in Osnabrück mit zusammen über 5.000 Stellplätzen. Sie wurde 1967 gegründet, erstes Parkhaus war das 1971 eröffnete Parkhaus Neumarkt (heute Kollegienwall-Garage). Bis 2018 war die Betriebsgesellschaft wiederum mit 25 Prozent an ihrer ehemaligen Tochtergesellschaft, dem deutschlandweit operierenden Parkraumbewirtschafter OPG Center-Parking GmbH, beteiligt. Die Gesellschaft betreibt ebenfalls einige Parkhäuser in Osnabrück. Bis 2018 erfolgte die operative Trennung der beiden Gesellschaften sowie der Verkauf des Anteils von 25 Prozent an das Bielefelder Bau- und Dienstleistungsunternehmen Goldbeck.

### Eisenbahn und Hafen

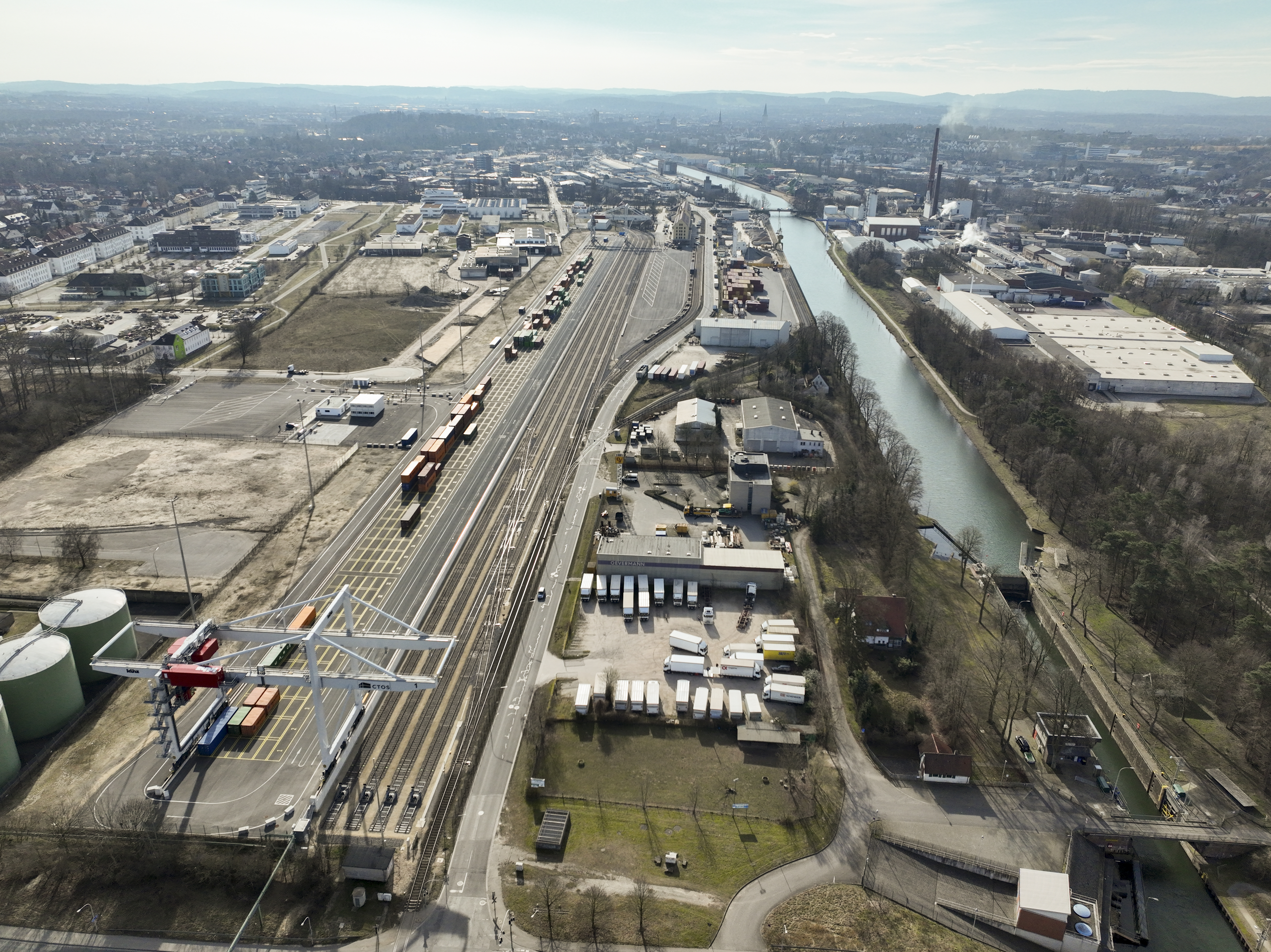
Hafenanlagen im Stadtteil Hafen

Der Osnabrücker Hafen verfügt über eine Fläche von ungefähr 100 ha. Im Jahr 2023 wurden dort über 1,2 Millionen Tonnen Güter umgeschlagen. 842.300 Tonnen entfielen davon auf den Bahnumschlag und 370.000 Tonnen auf den Wasserumschlag.
Die Hafenbahn verfügt über drei aktive Lokomotiven, eine Schwergutumschlagstelle zur Verladung zwischen Straße, Schiene und Wasser, eine Kopframpe zur Verladung von Straßenfahrzeugen auf Waggons und 24 Kilometer Gleisanlagen mit insgesamt 67 Weichen. Weiterhin gehört eine 3,6 Kilometer lange Kaianlage zum Hafen.
| Nummer | Fahrzeugregister-Nummer | Achsfolge | Hersteller Baujahr/Fabriknummer | Typ             | Leistung | Bemerkung/Herkunft          |
| ------ | ----------------------- | --------- | ------------------------------- | --------------- | -------- | --------------------------- |
| 5      |                         | B         | O&K 1970/26727                  | MB9n            | 220 PS   | restauriert und ausgestellt |
| 9      | 98 80 3295 081-4 D-SWO  | B'B'      | MaK 1977/1000754                | 291             | 1030 kW  | ex DB 295 081               |
| 10     | 98 80 3295 084-8 D-SWO  | B'B'      | MaK 1977/1000757                | 291             | 1030 kW  | ex DB 295 084               |
| 11     | 90 80 1075 011 9 D-EHB  | B0'B0'    | Gmeinder 5814/2024              | DE 75 BB Hybrid |          |                             |
| 12     | 90 80 1075 012-7 D-EHB  | B0'B0'    | Gmeinder 5815/2024              | DE 75 BB Hybrid |          |                             |
| 13     | 92 80 1264 002-7 D-EHB  | C’C’      | Voith 2008 /L06 30018           | Maxima 40 CC    | 3600 kW  |                             |

#### Eisenbahn- und Hafenbetriebsgesellschaft (EHB)
Die Eisenbahn- und Hafenbetriebsgesellschaft (EHB) ist eine hundertprozentige Tochtergesellschaft der Stadtwerke Osnabrück und für den gesamten Hafenbetrieb zuständig.

### Bäder und Freizeit

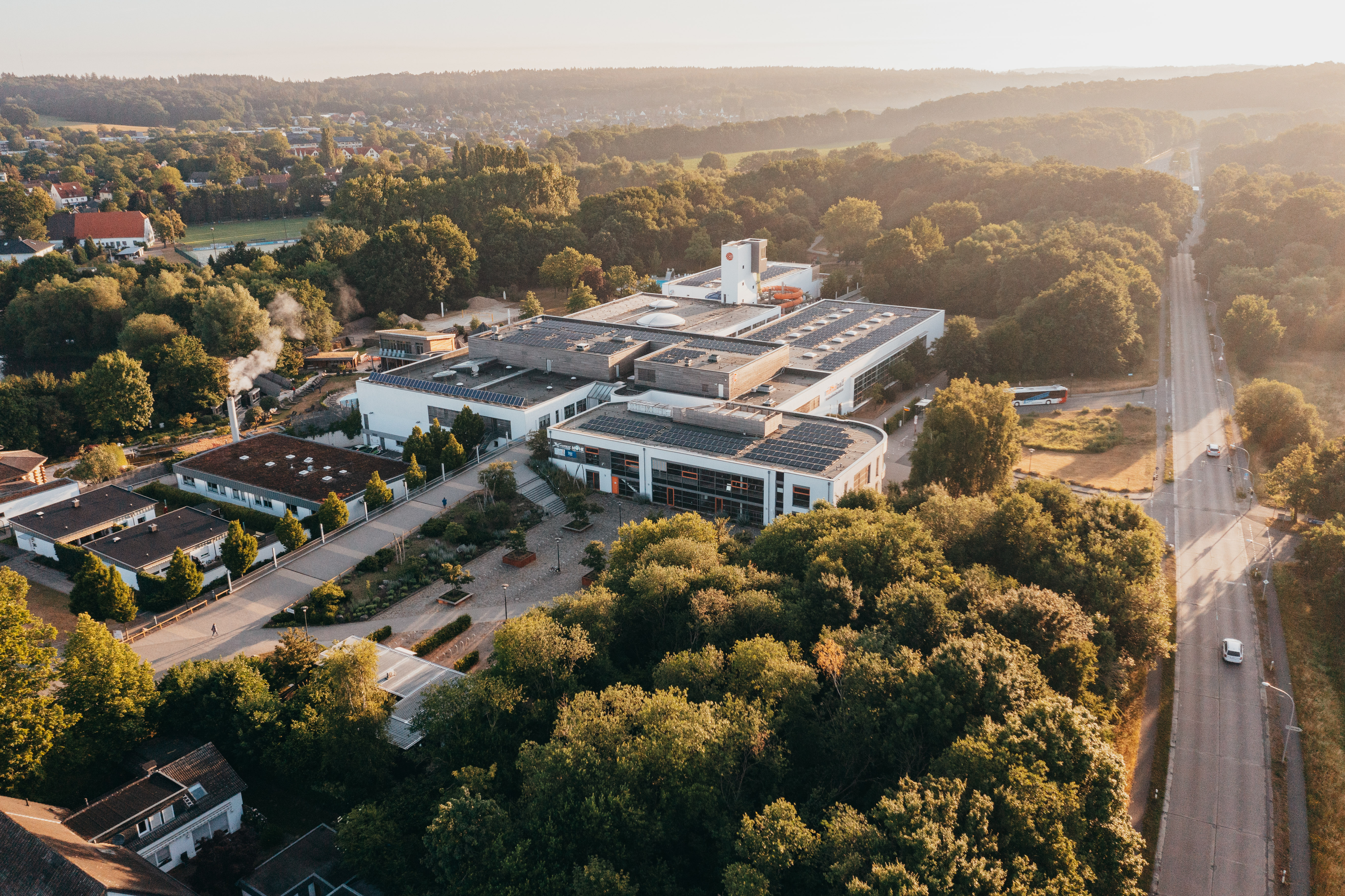
Sport- und Freizeitbad Nettebad

Die Stadtwerke Osnabrück AG sind Betreiber der öffentlichen Schwimmbäder Moskaubad, Nettebad und Schinkelbad in Osnabrück mit zusammen jährlich über eine Million Besuchern. Am Nettebad eröffneten die Stadtwerke 2017 auch eine E-Kartbahn, dessen Betrieb zum Januar 2024 an ein externes Unternehmen abgegeben wurde.

### Weitere Beteiligungen
- items GmbH (8,63 Prozent, IT-Dienstleister)
- Terminalbesitzgesellschaft Osnabrück GmbH (TBOS) (25 Prozent, Bau eines KV-Terminals in Osnabrück)
- Trianel Kohlekraftwerk Lünen GmbH & Co. KG (5,28 Prozent)

- VfL Osnabrück GmbH & Co. KGaA (19,7 Prozent, Fußballunternehmen des VfL Osnabrück)[35]

Zu den weiteren Beteiligungen zählen außerdem mehrere andere Stadtwerke sowie Energiegewinnungs- und Wasserversorgungs-Unternehmen aus dem Raum Osnabrück.

#### Ehemalige Beteiligungen
- os1.tv GmbH (regionaler TV-Sender, zusammen mit der NOZ und osnatel, Ende 2015 aufgelöst)
- osnatel (ehemals hundertprozentiges Tochterunternehmen, heute Marke der EWE Tel)
- NordWestBahn (NWB) (zusammen mit Transdev GmbH und VWG, 2017 komplett durch Transdev übernommen)[36]

## Nachhaltigkeit

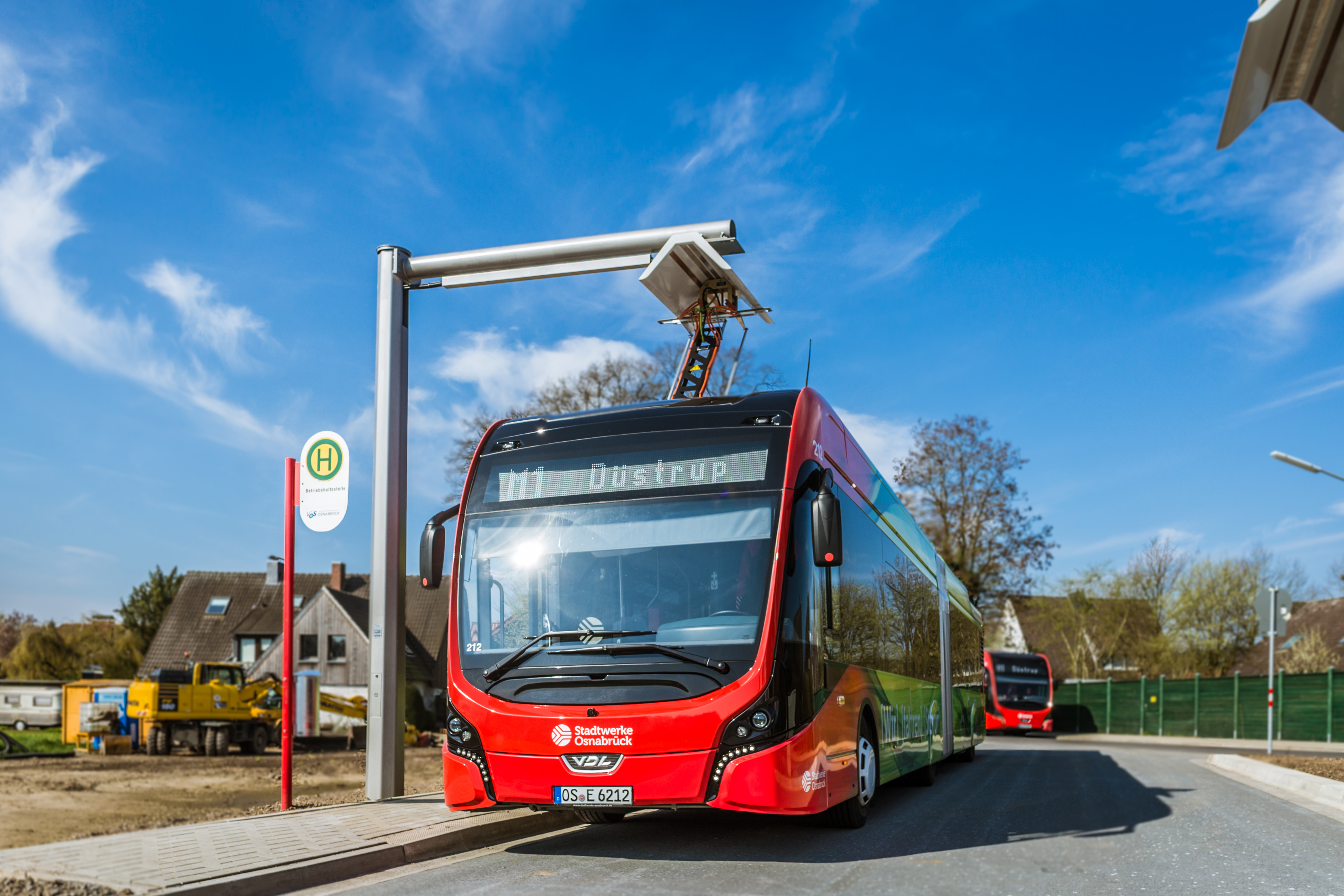
Elektrobus der Stadtwerke Osnabrück

Die Nachhaltigkeitsmaßnahmen der Stadtwerke Osnabrück beziehen sich vor allem auf die Bereiche Mobilität und Energieerzeugung. Insgesamt setzen die Stadtwerke Osnabrück 62 Elektrobusse in ihrer Busflotte ein und bietet zudem Carsharing an. Für die Mobilität in ländlichen Gebieten wurde zudem das sogenannte Projekt Hub Chain getestet. Es handelt sich um eine App-basierte Buchungsplattform, über die autonome Kleinbusse Reisegäste transportieren. Weiterhin werden die Kunden der Stadtwerke Osnabrück mit Ökostrom aus regenerativer Erzeugung versorgt. Dafür werden auch eigene Erzeugungsanlagen betrieben, wie Windkraftanlagen, Photovoltaikanlagen, Blockheizkraftwerke sowie Holzhackschnitzel- und Pelletanlagen.

## Engagement
Die Stadtwerke Osnabrück engagieren sich im sozialen Bereich vor allem durch den Sportverein VfL Osnabrück und den Zoo Osnabrück. Am VfL Osnabrück halten die Stadtwerke eine Beteiligung von 19,9 Prozent. Der Zoo Osnabrück wird vor allem finanziell unterstützt.
Darüber hinaus kooperieren die Stadtwerke Osnabrück mit der Caritas. Gemeinsam haben sie ein Förderprogramm entwickelt, das Haushalten mit geringen Einkommen helfen soll, Energiesparmöglichkeiten in ihrem Zuhause zu erkennen und energiesparende Geräte zu erwerben. Dabei wird die Beratung „Stromspar-Check“ der Caritas genutzt.